# برده‌داری در آفریقا

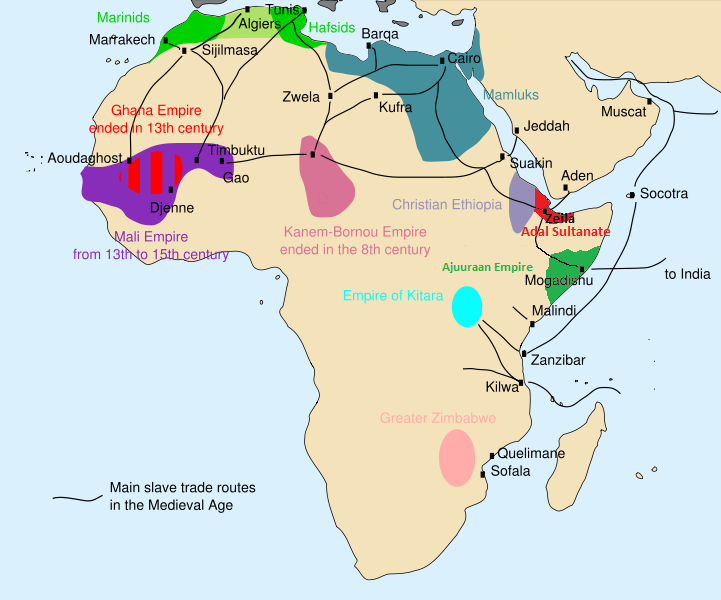
The main slave routes in medieval Africa.

برده‌داری در آفریقا (انگلیسی: Slavery in Africa)، نه‌تنها در طول سده‌های گذشته در تمام این قاره وجود داشته‌است، بلکه هنوز هم در برخی کشورهای آن وجود دارد. نظام‌های بردگی و برده‌داری در بخش‌هایی از این قاره معمول بوده‌اند؛ چنان‌که در بیش‌تر جهان باستان چنین بوده‌است. در بیش‌تر جوامع آفریقایی که برده‌داری رواج داشته‌است، با مردمی که به‌بردگی گرفته می‌شدند، همانند کالا برخورد نمی‌شد، و آن‌ها در نظامی شبیه به برده‌داری قراردادی، که در نواحی دیگر دنیا نیز رواج داشت، از برخی حقوق برخوردار بودند. زمانی که تجارت عربی برده و تجارت بردهٔ اقیانوس اطلس آغاز شد، بسیاری از نظام‌های برده‌داری محلی دگرگون شده، و آغاز به تهیهٔ برده برای بازارهای بردهٔ خارج از آفریقا کردند.
برده‌داری در تاریخ آفریقا در بسیاری از شکل‌های گوناگون رواج داشته‌است، و برخی از این شیوه‌ها، با تعاریف برده‌داری در سایر نقاط جهان سازگاری ندارد. بردگی ناشی از بدهی، بردگی اسرای جنگی، بردگی نظامی، و بردگی کیفری، همگی در بخش‌های مختلفی از آفریقا وجود داشته‌اند.
اگرچه تجارت برده از کشورهای جنوب صحرای آفریقا به نواحی دیگر وجود داشته‌است، ولی تا آغاز تجارت میان‌قاره‌ای برده (اعراب و اقیانوس اطلس)، برده‌داری بخش کوچکی از زندگی اقتصادی بسیاری از جوامع را در آفریقا تشکیل می‌داد. شیوه‌های برده‌داری، با استعمار آفریقا توسط اروپا، و الغای رسمی برده‌داری، که در اوایل سدهٔ نوزدهم آغاز شد، مجدداً دگرگون شد.